# Miasto Króla
Miasto Króla – powieść Gerarda Górnickiego napisana w Poznaniu w latach 1973-1974 i opublikowana po raz pierwszy przez Wydawnictwo Poznańskie w 1974 z okładką zaprojektowaną przez Józefa Petruka.

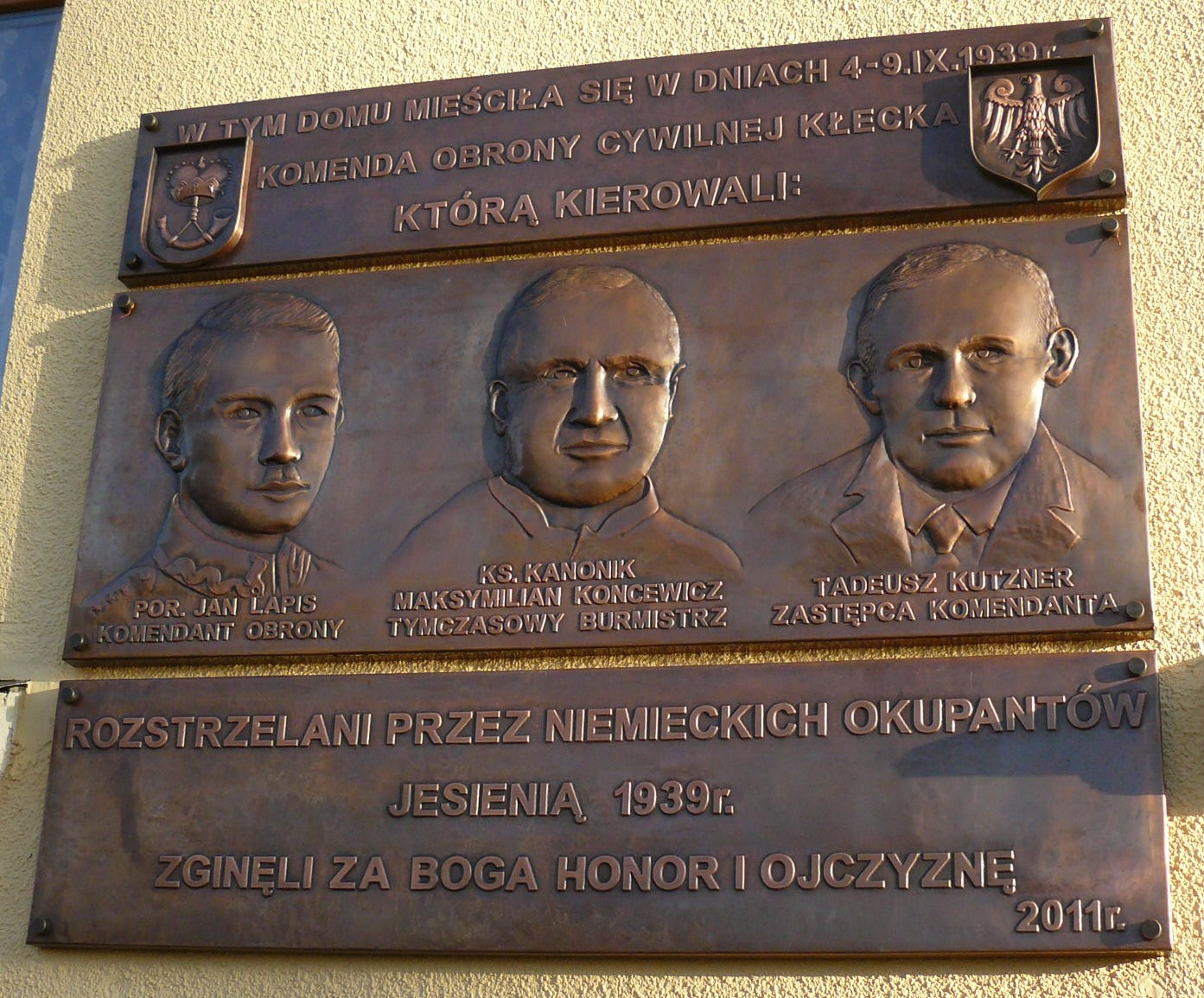
Jan Lapis - jeden z głównych bohaterów powieści - pierwszy od lewej

Powieść opowiada o losach Adama Króla z Chodzieży, który znajduje się we wrześniu 1939 w Kłecku i bierze udział w dwudniowej bohaterskiej obronie tego miasta przed wojskami hitlerowskimi. Powieść przybliża sylwetkę porucznika rezerwy, kierownika kłeckiego Banku Ludowego, Jana Lapisa, który kierował obroną po wycofaniu regularnych wojsk polskich. Opisana jest także masakra ludności cywilnej, która broniła miasta. Osobny wątek stanowi miłość Adama Króla do Anny - mieszkanki Kłecka, a także działania podejmowane przez piętnastoletniego Bolka uczestniczącego w obronie miasta. 
Końcowy akt stanowi opis egzekucji na niemieckim oficerze, który dokonał się rękami Króla w nieokreślonym mieście nad Wisłokiem, gdzie wysiedlono polskich mieszkańców Kłecka, a który miał być symboliczną zemstą na kłeckim Niemcu - Zygfrydzie, winnym cierpienia Polaków w rodzinnym mieście.